# I najazd mongolski na Polskę

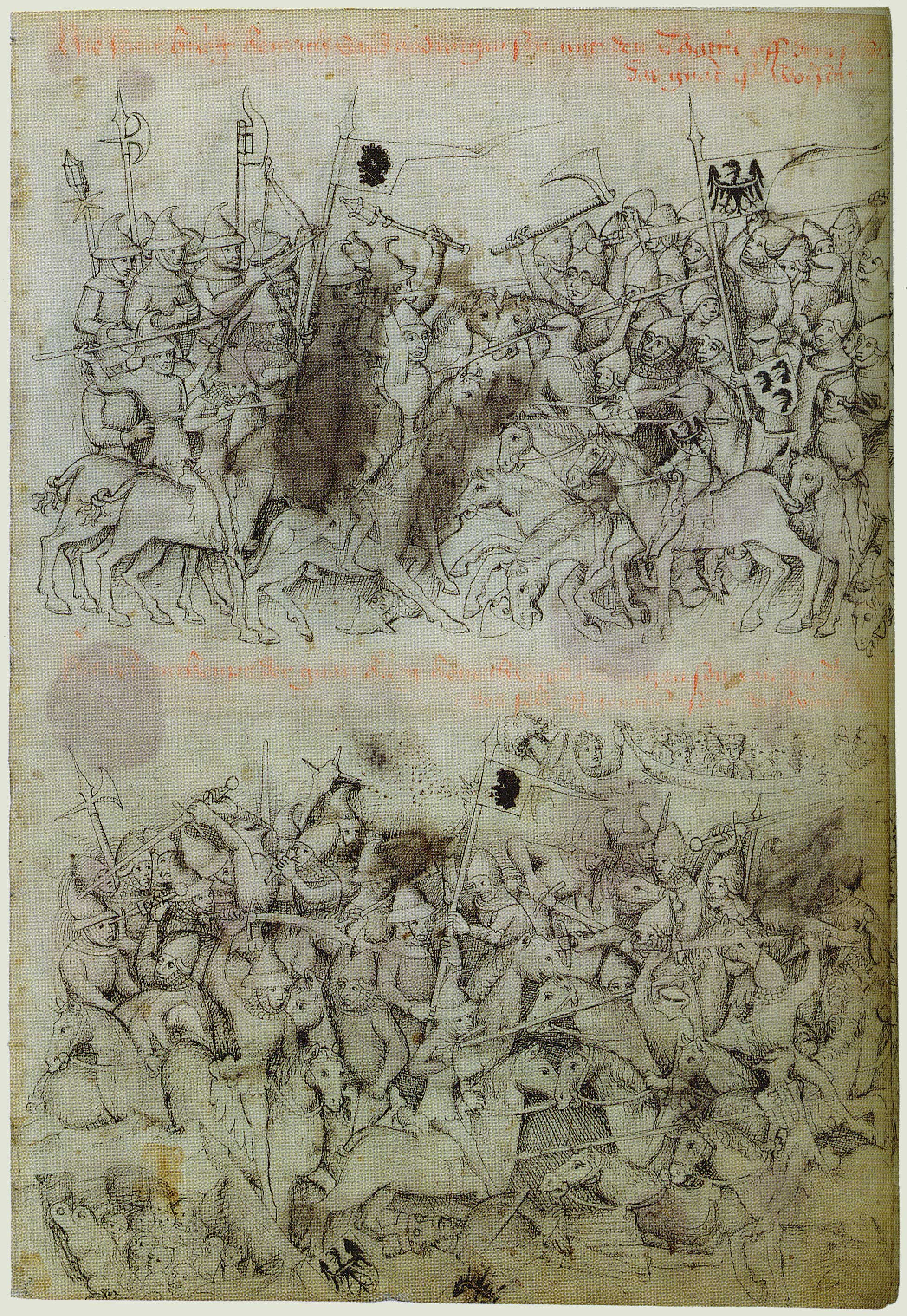
Ilustracje przedstawiające starcie pod Legnicą

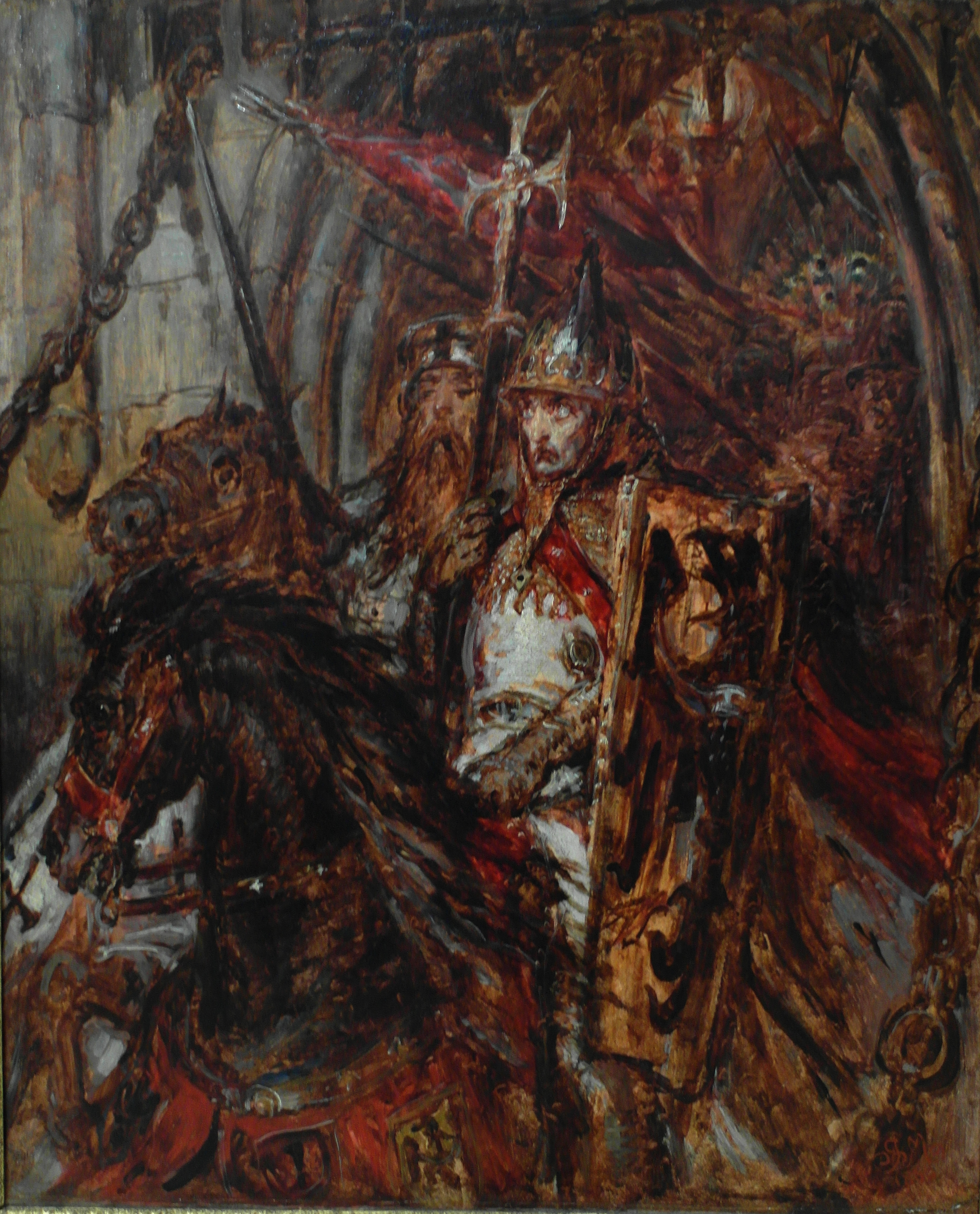
Wyjazd Henryka Pobożnego z Legnicy, szkic Jana Matejki z 1866 roku, towarzyszy mu późniejszy wielki mistrz krzyżacki Poppo von Osterna

I najazd mongolski na Polskę – atak Mongołów na Polskę pod dowództwem Bajdara w 1241 roku.

## Geneza
Najazd stanowił część dużo większych podbojów Mongołów, które rozpoczęły się w XIII wieku pod wodzą Czyngis-chana. Ostatecznym celem najazdu na Europę miało stać się opanowanie Węgier oraz Bułgarii, a przez to stworzenie sobie dogodnej sytuacji polityczno-militarnej do ataku na Cesarstwo Bizantyńskie. Atak mongolski na Polskę był jednym z elementów szeroko zakrojonych działań wojsk Batu-chana w Europie Środkowo-Wschodniej.

## Plan ataku
Po krwawym opanowaniu Rusi Kijowskiej na przełomie lat 1240/1241 siły mongolskie rozłożyły się dwoma obozami: pierwszy liczący około trzy tümeny w okolicach Włodzimierza, drugi w liczebności siedmiu tümenów nad Dniestrem pomiędzy Przemyślem a Lwowem. Plan dowództwa mongolskiego zakładał uderzenie w dwóch kierunkach. 
Z rejonu Dniestru miało pójść główne uderzenie w kierunku Węgier. Na czele tych sił stał sam Batu-chan, a armia uderzająca bezpośrednio na Węgry podzielona została na trzy grupy: 
- zachodnią, która pod wodzą Szibana wkroczyć miała na teren Węgier przez Przełęcz Jabłonicką, osłaniając siły główne od strony Austrii.
- środkową, która pod wodzą Subedeja wkroczyć miała na teren Węgier poprzez Przełęcz Użocką i dotrzeć w rejon Koszyc.
- wschodnią, która pod wodzą Kadana uderzyć miała na teren Wołoszczyzny i Siedmiogrodu.

Drugie uderzenie – pomocnicze, z rejonu Włodzimierza Wołyńskiego, którego bezpośrednim dowódcą był Bajdar, miało pójść w kierunku Polski. Mongołowie poprzez atak na Polskę chcieli uniemożliwić pomoc Polski oraz Czech podczas planowanego najazdu na państwo króla Węgier Beli IV. Węgry, Polska oraz Czechy były w tym czasie połączone sojuszami, o czym świadczą bliskie więzi rodzinne pomiędzy przywódcami tych państw.

## Sytuacja polityczna w Polsce w przeddzień najazdu
Sytuacja polityczna Polski w przeddzień najazdu była stabilna. Zwycięstwa księcia śląskiego Henryka Brodatego nad Władysławem Odonicem i Konradem mazowieckim pozwoliły książętom śląskim na opanowanie Wielkopolski, Małopolski i Ziemi sandomierskiej. 
Jednak stan posiadania syna Henryka Brodatego – Henryka II Pobożnego nie odzwierciedlał potęgi tworzonej tzw. Monarchii Henryków Śląskich. Tworzone państwo powstało na bazie zręcznej polityki, nie faktycznej siły militarnej pozwalającej uchronić państwo przed nadchodzącą katastrofą. Brak mu było ekonomicznych, a przede wszystkim społecznych podstaw, których książęta śląscy nie zdążyli stworzyć.
Wrogość pomiędzy polskimi książętami dzielnicowymi oraz wewnętrzne tarcia polityczne w poszczególnych dzielnicach były z pewnością wykorzystane w mongolskich planach ataku na Polskę.

## Przebieg

### Etap I
W styczniu 1241 r. przed głównym uderzeniem rozpoczęły się na ziemiach polskich działania rozpoznawcze. Jeden z zagonów, pod wodzą Bajdara, dotarł przez Lublin do Zawichostu, a drugi przez Brześć nad Bugiem aż do Drohiczyna. Na początku lutego 1241 wojska mongolskie ponownie ruszyły na zachód. Tym razem część wojsk mongolskich dotarła pod Nowogródek na Litwie, natomiast trzon tej kolejnej rozpoznawczej wyprawy utartym już szlakiem przez Lublin i Zawichost dotarł do Sandomierza, zdobywając go 13 lutego. 
Dalej rozpoznanie poprowadzono w kierunku Koprzywnicy, Wiślicy i Skalbmierza. Szlak przemarszu oddziałów mongolskich znaczony był zniszczeniem i krwią miejscowej ludności.
W odpowiedzi na działania zaczepne, które oddziały Bajdara przeprowadzały w styczniu, książęta polscy zarządzili mobilizację. Najsprawniej i najszybciej została ona przeprowadzona w ziemi sandomierskiej i krakowskiej. Pozwoliło to polskiemu rycerstwu w czasie lutowej akcji Mongołów, na skoncentrowanie sił pod wodzą wojewody krakowskiego Włodzimierza w rejonie Miechowa. Obecność sił polskich zmusiła zagony mongolskie do odwrotu w kierunku Sandomierza. Wojewoda krakowski udał się w pogoń za siłami mongolskimi, doprowadzając do walnej bitwy pod Turskiem, która jednak skończyła się klęską Polaków. Po tym zwycięstwie oddziały mongolskie wycofały się wzdłuż lewego brzegu Wisły do Sandomierza. Linię Wisły siły mongolskie przekroczyły na wysokości Sieciechowa, skąd nie niepokojone powróciły w rejon pierwotnej koncentracji.

### Etap II
Właściwy najazd rozpoczął się w pierwszych dniach marca. Mongołowie dotarli pod Sandomierz, w którego rejonie podzielili armię na dwie części. Większa w sile około 15 tys. ludzi, pod przywództwem Bajdara i Ordy (brat Batu-chana) udała się do Krakowa, natomiast mniejsza w sile około 10 tys. pod przywództwem Kajdana udała się na ziemię łęczycką i Kujawy, jednak w pobliżu granicy z Kujawami zawrócili w stronę Łęczycy i Sieradza, niszcząc te miasta i skierowali się na Kraków.
Grupa dowodzona przez Bajdara natrafiła w rejonie Gór Świętokrzyskich na zgromadzone tam siły małopolskie, złożone z wojsk ziemi sandomierskiej i krakowskiej, a dowodzone przez wojewodę krakowskiego Włodzimierza, wojewodę sandomierskiego Pakosława oraz kasztelanów: krakowskiego Klemensa z Brzeźnicy i sandomierskiego Jakuba Raciborowica. W dniach 18–19 marca 1241 r. doszło do starć pod Chmielnikiem, a następnie pod Tarczkiem. Oddziały polskie po początkowych sukcesach uległy przeważającym siłom mongolskim. W walkach stoczonych w okolicach Chmielnika, Szydłowa i Tarczka poległ m.in. wojewoda krakowski Włodzimierz oraz kasztelani Klemens i Jakub.
Pomimo dotkliwej klęski wojska polskie spełniły swoje zadanie. Nie tylko zdołały one zadać straty siłom mongolskim bezpośrednio w walce, ale przede wszystkim opóźniły marsz nieprzyjaciela, dając cenny czas na zorganizowanie obrony w miastach oraz koncentrację sił na Śląsku. 
Z opisu Jana Długosza wynika, że gród wawelski i Okół obroniły się przed oblężeniem tatarskim. 1 kwietnia siły mongolskie odstąpiły od oblężenia i przez Olkusz, Bytom udały się na Wrocław. Podczas przeprawy przez Odrę oddziały rozpoznawcze Bajdara zostały rozbite pod Raciborzem przez rycerstwo raciborskie dowodzone przez księcia opolskiego Mieszka II Otyłego. Główne siły mongolskie po dotarciu do Raciborza nie podjęły próby zdobycia grodu, tylko podążyły w kierunku Opola.
Pod Opolem doszło do kolejnego starcia. Tym razem siłami polskimi dowodzili książę opolski Władysław oraz małoletni Bolesław V Wstydliwy. Wobec przewagi nieprzyjaciela, słabsi liczebnie Polacy po krótkiej walce wycofali się w kierunku Wrocławia. Bajdar w ślad za księciem opolskim ruszył do stolicy Dolnego Śląska. Wrocławianie sami podpalili miasto i uciekli do warownego grodu.
Mongołowie spod Wrocławia udali się do Legnicy, by zapobiec połączeniu wojsk Henryka II Pobożnego i Wacława I czeskiego. 8 kwietnia nastąpiło połączenie sił Bajdara z armią dowodzoną przez Kajdana. Siły prowadzone przez Kajdana idące spod Wrocławia, przemierzyły szlak od Gór Świętokrzyskich, przez Radom, Opoczno, Inowłódz, ziemię sieradzko-łęczycką w drodze do Krakowa i tam się połączyły.

### Bitwa pod Legnicą
Działania wojsk krakowsko-sandomierskich pod Chmielnikiem, a później pod Raciborzem i Opolem, pozwoliły Henrykowi Pobożnemu na zgromadzenie pod Legnicą pokaźnych sił, zabrakło jednak idącej od południa armii czeskiej. 
9 kwietnia rozegrała się bitwa pod Legnicą. Henryk II wystawił 4 hufce: 
1. hufiec (rycerstwo zakonne) – pod wodzą Bolesława Dypoldowica, zwanego Szepiołką,
2. hufiec (rycerstwo małopolskie i wielkopolskie) – pod wodzą Sulisława (brat poległego pod Chmielnikiem wojew. krakowskiego Włodzimierza),
3. hufiec (rycerstwo górnośląskie i część dolnośląskiego) – księcia opolskiego Mieszka II Otyłego,
4. hufiec (doborowe rycerstwo śląskie i wielkopolskie) – księcia Henryka Pobożnego.
Łącznie siły Henryka Pobożnego liczyły około 7,5 – 8 tysięcy zbrojnych. Mongołowie również wystawili 4 hufce. 
Pierwsza faza walki była pomyślna dla rycerstwa księcia śląskiego. Szybko jednak sytuacja się zmieniła, ponieważ z pola bitwy uciekł oddział dowodzony przez Mieszka II opolskiego. Ucieczka tego księcia została spowodowana dywersyjnym działaniem wysłannika mongolskiego, który zbliżył się do szyku rycerzy, nawołując ich po polsku: „Bieżajcie, bieżajcie” do odwrotu. 
Armia Henryka Pobożnego poszła w rozsypkę dopiero po zastosowaniu przez Mongołów bojowych gazów trujących i wprowadzeniu do walki odwodu. Sam Henryk Pobożny został pojmany, doprowadzony do obozowiska Mongołów, gdzie zmuszono go do ukorzenia się nad zwłokami poległego jeszcze pod Sandomierzem Moksza, dowódcy mordwińskich posiłków, a następnie zabito go przez ścięcie.

## Epilog działań mongolskich
W tym czasie siły czeskie znajdowały się w rejonie Kamiennej Góry i na wieść o polskiej klęsce pod Legnicą wycofały się ku Kotlinie Kłodzkiej. 
Po bitwie legnickiej przed armią mongolską stanął problem jakim było osłonięcie oddziałów walczących bezpośrednio na Węgrzech przed siłami czeskimi. Dlatego też Bajdar szachując króla czeskiego dokonał w końcu kwietnia krótkiego wypadu dywersyjnego na Łużyce. Manewr ten zupełnie zmylił Wacława czeskiego, co oddziałom mongolskim pozwoliło na bezpieczne wtargnięcie trzema kolumnami na Morawy. Teren Moraw był systematycznie pustoszony przez siły mongolskie. Dopiero w końcu maja Wacław wzmocniony resztkami polskiego rycerstwa i posiłkami niemieckimi postawił na kontruderzenie. W tym czasie jednak Bajdar wraz z całą armią biorącą udział w udanym najeździe na Polskę wycofał się z Moraw na Węgry. 
Wykorzystując perfekcyjne działania Bajdara w Małopolsce i na Śląsku główna armia mongolska Batu-chana dokonała planowej koncentracji podzielonych sił pod Pesztem. W dniu 11 kwietnia na równinie Mohi siły mongolskie pod wodzą Batu-chana i Subedeja pokonały wojska węgierskie króla Beli IV.
Z opanowanych na północ od Dunaju terytoriów Mongołowie urządzili bazę wypadową do następnych wypraw. W grudniu 1241 roku przeprowadzili silny atak na południowe Węgry. Zdobyli Budę, Ostrzyhom, zaatakowali Chorwację i Slawonię oraz spustoszyli Bułgarię. 
Kiedy wszystko wskazywało na to, że następnym celem uderzenia Mongołów będzie Europa Zachodnia, nastąpił odwrót. Duże straty sięgające około jednej trzeciej stanu pierwotnego, oddalenie od koczowisk, bunty w ujarzmionej Rusi i w Azji, wreszcie wieść o śmierci władcy imperium mongolskiego chana Ugedeja skłoniły Batu-chana i towarzyszących mu wodzów do odwrotu.

## Skutki najazdu
Najazd mongolski doprowadził do dużych zniszczeń na ziemiach polskich, ale nie doprowadził, jak to się stało w przypadku Rusi, do uzależnienia kraju od najeźdźcy. 
Dewastacja kraju i straty ludności nie były najtragiczniejszym następstwem najazdu z 1241 r. Zadania Bajdara, jakie narzuciło mu dowództwo mongolskie, a więc związanie sił polskich i zabezpieczenie głównych sił działających na Węgrzech oraz stosunkowo mała ilość sił (tylko trzy tümeny) spowodowały, że najazd ten nie miał charakteru czysto grabieżczego. W tych warunkach trudno było przeprowadzić Mongołom systematyczną i zorganizowaną akcję łupienia ziem polskich. Trudno oszacować straty w ludności, przyjmuje się, że sięgały one w dużym przybliżeniu 22 tys., w tym około 10 tys. poległych bezpośrednio w bitwach, 10 tys. wymordowanej ludności cywilnej i do 2 tys. wziętych w jasyr. 
Największe znaczenie miały skutki polityczne. Wydarzenia z 1241 wstrząsnęły młodym krajem tworzonym przez Henryka Brodatego i jego syna. Rządy Henryków śląskich w Małopolsce po wycofaniu się Bajdara przetrwały zaledwie kilka miesięcy, a tron krakowski został przejęty przez Konrada Mazowieckiego. Taka sama sytuacja nastąpiła w Wielkopolsce, gdzie władzę odzyskali książęta wielkopolscy Przemysł I i Bolesław Pobożny. Natomiast Śląsk po śmierci Henryka Pobożnego został podzielony pomiędzy jego synów, co spowodowało pomniejszenie jego znaczenia, a co za tym idzie książęta śląscy stracili realny wpływ na politykę ówczesnej Polski. 
Klęska pod Legnicą wstrzymała na długie lata proces jednoczenia państwa polskiego. W latach po najeździe utrwaliły się czynniki decentralizujące, prowadzące do jeszcze większego rozdrobnienia dzielnicowego. Sytuacja taka osłabiła możliwości obronne ziem polskich, a także pozycję polityczną Polski w tej części Europy.